# Alan Spiegl
Alan Spiegl (* 7. srpna 1959 Opava) je bývalý československý krasobruslař, který spolu se svojí sestrou Ingrid Spieglovou (* 6. srpna 1960) soutěžili v kategorii sportovních dvojic. Stali se šestinásobnými mistry Československa a v krasobruslení reprezentovali Československo na Zimních olympijských hrách 1976 v Innsbrucku.

## Osobní život
Narodil v Opavě. Je starším sourozencem Ingrid Spieglové, s kterou tvořili krasobruslařskou sportovní dvojici. V roce 1984 oba dokončili studium na Pedagogické fakultě Masarykovy univerzity v Brně.
Je ženatý. S manželkou Věrou mají dva syny – Ondřeje (švédský krasobruslař) a Lukáše. Spolu s rodinou žil Salcburku, následně v Česku a v roce 2000 se s rodinou přestěhoval do švédského města Uppsala, posléze se přestěhovali do Växjö a nyní žijí v Eskilstuně.

## Kariéra

### Dosažené sportovní výkony
V roce 1973 se spolu se sestrou přestěhovali z Opavy do Brna, kde se jich ujal trenér Ivan Rezek. Sourozenci reprezentovali Československo v krasobruslení, v kategorii sportovních dvojic. Brněnská sourozenecká dvojice se postupně zařadila mezi světovou špičku. V letech 1975–1980 byli ve své kategorii mistry Československa, získali šest zlatých medailí. Na mezinárodní úrovni poprvé startovali v roce 1975 kdy na Mistrovství Evropy v krasobruslení v Kodani skončili na 12. pozici.
Následující sezonu v roce 1976 se na Mistrovství Evropy v Ženevě umístili znovu na 12. místě. V témže roce na XII. Zimních olympijských hrách v Innsbrucku vybojovali třinácté místo.  Na závěr sezony se umístili na 10. místě na Mistrovství světa v krasobruslení v Göteborgu.
Na celosvětové úrovni dosáhli sourozenci nejlepších sportovních výsledků v roce 1977 na Mistrovství světa v Tokiu a v roce 1978 na Mistrovství světa v krasobruslení v Ottawě. Nejlepšího výsledku na evropských soutěžích dosáhli v roce 1978 na Mistrovství Evropy v krasobruslení ve Štrasburku, kde se umístili na 5. místě.
V roce 1977 na Golden Spin v Záhřebu získali stříbrné medaile. Tutéž medaili získali i v letech 1978 a 1979 na Pražské brusli. Bronz obdrželi na soutěži Ennia Challenge Cup v roce 1979. V roce 1980 se měli zúčastnit Zimních olympijských her v Lake Placid, ale tehdejší komunistický režim se rozhodl dát své místo někomu jinému. Sourozenci ukončili svoji sportovní kariéru na konci sezóny v roce 1980.

### Období po ukončení závodní činnosti
Po skončení závodní činnosti vystupovali sedm let v profesionální revui Holiday on Ice. Od roku 2016 pracuje jako trenér krasobruslení ve sportovním klubu Eskilstuna IK ve Švédsku, kde trénuje i svého syna Ondřeje.

## Sportovní úspěchy

### společně se sestrou Ingrid Spieglovou
| Mezinárodní                | Mezinárodní | Mezinárodní | Mezinárodní | Mezinárodní | Mezinárodní | Mezinárodní | Mezinárodní |
| Soutěž                     | 73–74       | 74–75       | 75–76       | 76–77       | 77–78       | 78–79       | 79–80       |
| -------------------------- | ----------- | ----------- | ----------- | ----------- | ----------- | ----------- | ----------- |
| Zimní olympijské hry       |             |             | 13.         |             |             |             |             |
| Mistrovství světa          |             |             | 10.         | 6.          | 6.          |             | 8.          |
| Mistrovství Evropy         |             | 12.         | 12.         | 6.          | 5.          | 6.          | 8.          |
| Ennia Challenge Cup        |             |             |             |             |             | 3.          |             |
| Golden Spin v Záhřebu      |             |             |             |             | 2.          |             |             |
| Pražská brusle             |             |             |             |             |             | 2.          | 2.          |
| Velká cena SNP             | 2.          |             |             |             |             |             |             |
| Národní                    |             |             |             |             |             |             |             |
| Mistrovství Československa | 3.          | 1.          | 1.          | 1.          | 1.          | 1.          | 1.          |